# Becca di Gay
Becca di Gay – szczyt w Alpach Graickich, części Alp Zachodnich. Leży w północnych Włoszech na granicy regionów Dolina Aosty i Piemont. Należy do Masywu Gran Paradiso. Szczyt można zdobyć ze schronisk Rifugio Pontesi (2217 m) lub Bivacco Borghi (2686 m). Szczyt góruje nad lodowcem Ghiacciaio del Gran Crou.
Pierwszego wejścia dokonali L. Vaccarone, P. Palestrino, A. Castagneri, A Boggiatto i G. Bricco 14 czerwca 1875 r.